# San Felipe, Chile
San Felipe är en stad i centrala Chile, och tillhör regionen Valparaíso. Den är huvudort för provinsen San Felipe de Aconcagua och hade cirka 64 000 invånare vid folkräkningen 2017.